# Topobates heterodactylus
Topobates heterodactylus är en kvalsterart som först beskrevs av Pletzen 1963.  Topobates heterodactylus ingår i släktet Topobates och familjen Scheloribatidae. Inga underarter finns listade i Catalogue of Life.